# カトリック雲仙教会
カトリック雲仙教会（カトリックうんぜんきょうかい）は、長崎県雲仙市小浜町雲仙にある、キリスト教（カトリック）の聖堂。
島原市にある島原教会の巡回教会である。このため、通常は施錠されており聖堂の中には入れない。

## 解説
雲仙温泉街から南に車で数分移動した場所に位置する。
雲仙温泉の項にある通り、温泉街自体が殉教地である。これを記念して、毎年5月第3日曜日には雲仙メモリアルホールにて雲仙殉教祭が行われる。
1981年6月15日、里脇浅次郎枢機卿によって祝別・献堂された。 　